# Параллельные классы
Паралле́льные кла́ссы — классы, в которых осуществляется обучение детей одного возраста по одинаковым программам. Вся совокупность таких классов для данного года обучения в данной школе называется параллелью. 
Чаще всего параллельные классы встречаются в больших городских школах. Для конкретизации класса вводится дополнительное буквенное (реже цифровое) обозначение — помимо цифры, указывающей год обучения, например, 1а, 1б, 1в,.. (или 1-1, 1-2, 1-3,..). Обычно параллель состоит из двух-трёх классов, но в новых районах количество параллельных классов может быть и больше. Рекордом явилось наличие 33 параллельных 1-х классов в школе гор. Краснодара. Бывает, что число параллельных классов различно для разных возрастов, допустим, четыре 7-х класса (7а, 7б, 7в, 7г) и два 6-х (6а, 6б).
Существует безосновательный стереотип, будто бы классы «а» в параллели сильнее остальных; на самом деле сравнительный уровень в параллели зависит от квалификации преподающих учителей и отношений между учащимися в коллективах. Именно эти факторы иногда становятся причиной попыток родителей перевести своих детей в параллельный класс.
Кроме школ, понятие «параллель» используется в различных учебных заведениях для обозначения групп одного уровня — скажем, для студенческих групп по какой-то специальности (если число обучаемых по ней велико и групп несколько) на одном потоке или для групп данной ступени на языковых курсах.